# جون ماثيو فيليبير سيرورير

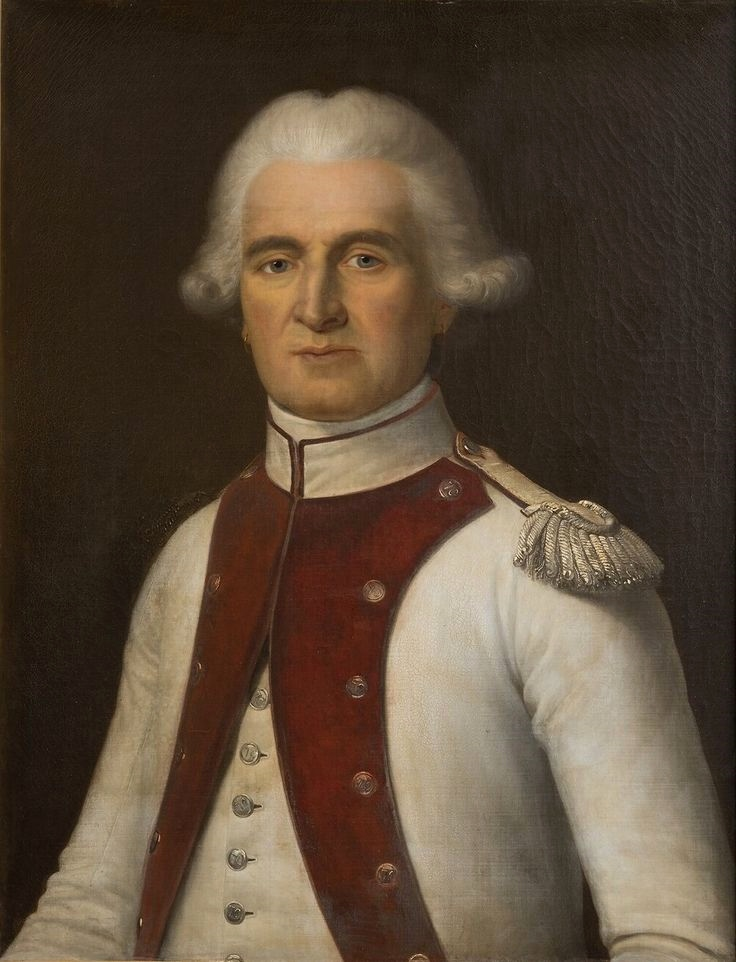
صورة استعادية بتكليف من لويس فيليب لمتحف فرساي التاريخي في عام 1835

جون ماثيو فيليبير سيرورير، الكونت الأول سيرورير (8 ديسمبر 1742- 21 ديسمبر 1819)، الذي قاد فرقة عسكرية خلال حرب التحالف الأول وأصبح مارشال الإمبراطورية أثناء حكم الإمبراطور نابليون. ولد سيرورير لطبقة بسيطة من النبلاء وانضم في عام 1755 إلى ميليشيا لون، التي أرسلت بعد ذلك بوقت قصير للقتال في حرب السنوات السبع. بعد انتقال سيرورير إلى الجيش النظامي كحامل للراية، أصيب في معركة فاربورغ عام 1760، وقاتل كذلك في الحرب الإسبانية-البرتغالية في عام 1762. تزوج سيرورير بعد ترقيته إلى رتبة نقيب عام 1779، وترقى إلى رتبة عسكرية جديدة ليصبح رائدًا في عام 1789، ولأن الثورة الفرنسية سرعت في الترقية أصبح عقيدًا عامًا للفوج عام 1792، وترقى إلى رتبة لواء فرقة عام 1793 بعد قيادته لجيش إيطاليا في عدد من المعارك، وأصبح جنرالًا لفرقة عسكرية في العام التالي.
تسلم سيرورير قيادة فرقة عسكرية خلال حملة نابليون بونابرت الإيطالية عام 1796، باستثناء الفترات التي عانى خلالها من نوبات مرضية، وذاع صيته بشكل خاص في معركة موندوفي وحصار مانتفا. قاتل سيرورير مرة أخرى في إيطاليا عام 1799 خلال حرب التحالف الثاني في فيرونا ومانيانو وكاسانو، حيث أسر في المعركة الأخيرة. بعد إطلاق السراح المشروط، دعم سيرورير صعود نابليون إلى السلطة السياسية في انقلاب 18 برومير في أواخر عام 1799. ولقد بلغت مسيرة سيرورير المهنية ذروتها حين عينه نابليون مارشال للإمبراطورية في 19 مايو عام 1804. وانتهت هذه المسيرة العسكرية الفعالة حين بدأ سيرورير خدمته في مجلس الشيوخ الفرنسي بتزكية من نابليون. في عام 1814 ومع بداية انهيار الإمبراطورية الفرنسية، أحرق سيرورير جميع أعلام المدن التي وقعت في الأسر من قبل الجيوش الفرنسية لحمايتها من سيطرة الأعداء. فأطلقت عليه قواته لقب «طاهر إيطاليا» بسبب معاييره الصارمة في الانضباط والنزاهة ضمن جيش عرف بجنرالاته الذين اغتنوا بنهبهم للأراضي المحتلة. أدرج اسمه العائلي ضمن الأسماء المكتوبة تحت قوس النصر، وهو الاسم الأول ضمن العمود 24 قبل اسم مورات.

## النشأة
ولد سيرورير في لاون في 8 ديسمبر من عام 1742، وهو ابن ماثيو-غيوم سيرورير. شكلت العائلة جزءًا من طبقة النبلاء القروية البسيطة، وحمل والده لقب سنيور دو سورت. تلقى سيرورير تعليمًا جيدًا وكان ذو شخصية رزينة. تسلم سيرورير مهمة بصفته ملازمًا في كتيبة مليشيا لون في 25 مارس عام 1755، وكان عمه قائدًا للوحدة. انتقل سيرورير بعد ذلك إلى كتيبة ميليشيا سواسون في 12 يونيو عام 1758. لكنه رجع إلى وحدته القديمة في 30 نوفمبر عام 1758، عندما سمع بأن كتيبة لون استدعيت للخدمة في حرب السنوات السبع. انتقل سيرورير إلى فوج مشاة مازاران كتلميذ ضابط بعد إصابته بطعنة حربة في 1 أكتوبر عام 1759. خلال معركة فاربورغ في 31 يوليو عام 1760، فاجأ الدوق فرديناند، دوق برونزويك- فولفينبيوتل الفرنسيين بقيادة لويس نيكولاس فيكتور دو فيليكس دولوريس، كونت دو موي. فأصيب سيرورير أثناء دفاعه عن موقع هام، بطلق ناري في الجهة اليمنى من وجهه، الأمر الذي أدى إلى كسر في فكه وترك ندبة مستدامة وكلفه خسارة معظم أسنانه. ترقى سيرورير إلى رتبة ملازم ثاني في 25 أبريل عام 1762.
استدعي فوج سيرورير للذهاب إلى بيونة للالتحاق بالقوة العسكرية تحت قيادة تشارلز جوست دو بوفو، أمير كرون. دخلت هذه القوات إسبانيا في 3 يونيو عام 1762 لتشارك في الحرب الإسبانية البرتغالية. شاركت الكتيبة الأولى التي خدم فيها سيرورير في حصار آلميدا التي سقطت على يد فرانكو الإسباني في 25 أغسطس عام 1762. عادت الفرقة العسكرية إلى فرنسا في نوفمبر من ذلك العام بعد إعادة تسمية معاهدة باريس بفوج بوس. وبعد تخفيض رتبة سيرورير إلى سو-ليوتنو وقضائه ست سنوات كمدرب عسكري. ترقى سيرورير إلى رتبة ملازم ثاني مرة أخرى في 21 فبراير عام 1767 وانتقل إلى كورشيكا في عام 1770.
نقلت جمهورية جنوا ملكية جزيرة كورشيكا إلى فرنسا عام 1764 لكن باسكوالي باولي قاد عصيانًا ضد المحتلين ما نتج عنه القليل من المناوشات. وصف الرؤساء سيرورير بأنه «ضابط ممتاز» لكنه لم يترقى إلى رتبة ملازم أول حتى 28 فبراير عام 1778. ترقى بعد عام إلى رتبة كابتن، وتزوج من لويس-ماري-مادلين إيتاسي في 3 يوليو عام 1779، التي عمل والدها كأمين سجلات سندات الكفالة في لون.